# Amarpur, Banka
Amarpur är en ort i Indien.   Den ligger i distriktet Banka och delstaten Bihar, i den östra delen av landet, 1 000 km öster om huvudstaden New Delhi. Amarpur ligger 64 meter över havet och antalet invånare är 22 796.
Terrängen runt Amarpur är platt, och sluttar norrut. Runt Amarpur är det tätbefolkat, med 613 invånare per kvadratkilometer. Närmaste större samhälle är Bānka, 17,7 km söder om Amarpur. Trakten runt Amarpur består till största delen av jordbruksmark.